# اندری کیوا
اندری کیوا (اوکراینی: Андрій Ігорович Ківа؛ زادهٔ ۲۱ نوامبر ۱۹۸۹) بازیکن فوتبال اهل اوکراین است.